# Municipio de Cambria (Kansas)
El municipio de Cambria (en inglés, Cambria Township) es un municipio del condado de Saline, Kansas, Estados Unidos. Tiene una población estimada, a mediados de 2022, de 391 habitantes.

## Geografía
Está ubicado en las coordenadas 38°55′4″N 97°31′45″O / 38.91778, -97.52917. Según la Oficina del Censo de los Estados Unidos, tiene una superficie total de 92.76 km², de la cual 92.67 km² corresponden a tierra firme y 0.09 km² están cubiertos de agua.

## Demografía
Según el censo de 2020, en ese momento había 420 personas residiendo en la zona. La densidad de población era de 4.53 hab./km². El 86.90 % de los habitantes eran blancos, el 0.24 % era afroamericano, el 1.19 % eran amerindios, el 1.43 % eran asiáticos, el 2.14 % eran de otras razas y el 8.10 % eran de una mezcla de razas. Del total de la población, el 5.95 % eran hispanos o latinos de cualquier raza.